# Collegio di Huntingdon
Huntingdon è un collegio elettorale situato nel Cambridgeshire, nell'Est dell'Inghilterra, e rappresentato alla Camera dei comuni del Parlamento del Regno Unito. Elegge un membro del parlamento con il sistema first-past-the-post, ossia maggioritario a turno unico; l'attuale parlamentare è Ben Obese-Jecty del Partito Conservatore, che rappresenta il collegio dal 2024.

## Estensione

Huntingdon dal 2010 al 2024

- 1885–1918: le divisioni sessionali di Leightonstone e Toseland.
- 1983–1997: i ward del distretto di Huntingdon di Brampton, Bury, Earith, Ellington, Elton, Farcet, Fenstanton, Godmanchester, Hemingford Abbots and Hilton, Hemingford Grey, Houghton and Wyton, Huntingdon North, Huntingdon West, Kimbolton, Needingworth, Ramsey, Sawtry, Somersham, Stilton, St Ives North, St Ives South, The Stukeleys, Upwood and The Raveleys, Warboys e Yaxley, e i ward della città di Peterborough di Barnack, Glinton, Northborough, Werrington e Wittering.
- 1997–2010: i ward del distretto di Huntingdonshire di Brampton, Buckden, Eaton Ford, Eaton Socon, Ellington, Eynesbury, Fenstanton, Godmanchester, Gransden, Hemingford Abbots and Hilton, Hemingford Grey, Houghton and Wyton, Huntingdon North, Huntingdon West, Kimbolton, Needingworth, Paxton, Priory Park, St Ives North, St Ives South, Staughton, The Offords e The Stukeleys.
- 2010–2024: i ward del distretto di Huntingdonshire di Alconbury and The Stukeleys, Brampton, Buckden, Fenstanton, Godmanchester, Gransden and The Offords, Huntingdon East, Huntingdon North, Huntingdon West, Kimbolton and Staughton, Little Paxton, St Ives East, St Ives South, St Ives West, St Neots Eaton Ford, St Neots Eaton Socon, St Neots Eynesbury, St Neots Priory Park e The Hemingfords.
- dal 2024: i ward del distretto di Huntingdonshire di Alconbury; Brampton; Buckden; Godmanchester and Hemingford Abbots; Great Staughton; Hemingford Grey and Houghton; Holywell-cum-Needingworth; Huntingdon East; Huntingdon North; Kimbolton; St. Ives East; St. Ives South; St. Ives West; Sawtry; Somersham; The Stukeleys e Warboys.[1]

Il collegio consiste delle città di St Neots, Huntingdon, St Ives, Godmanchester e diversi piccoli insediamenti nel Cambridgeshire occidentale. Con le elezioni generali del 1997 furono apportate diverse modifiche a Huntingdon, e fu creato il confinante collegio di North West Cambridgeshire, togliendo area al collegio di Huntingdon e Peterborough.

## Membri del parlamento dal 1868
| Elezione | Elezione              | Deputato              | Partito               |
| -------- | --------------------- | --------------------- | --------------------- |
|          | 1868                  | Thomas Baring         | Conservatore          |
| 1873 (S) | John Burgess Karslake |                       | Conservatore          |
| 1876 (S) | Edward Montagu        |                       | Conservatore          |
| 1884 (S) | Robert Peel           |                       | Conservatore          |
|          | 1885                  | Thomas Coote          | Liberale              |
|          | 1886                  | Arthur Smith-Barry    | Conservatore          |
| 1900     | George Montagu        |                       | Conservatore          |
|          | 1906                  | Samuel Whitbread      | Liberale              |
|          | Gen 1910              | John Cator            | Conservatore          |
|          | 1918                  | Collegio abolito      | Collegio abolito      |
|          | 1983                  | Collegio ri-istituito | Collegio ri-istituito |
|          | 1983                  | John Major            | Conservatore          |
| 2001     | Jonathan Djanogly     |                       | Conservatore          |
| 2024     | Ben Obese-Jecty       |                       | Conservatore          |

## Elezioni

### Elezioni negli anni 2020
| Partito                    | Partito                                   | Candidato                  | Risultati 4 luglio 2024 | Risultati 4 luglio 2024 |
| Partito                    | Partito                                   | Candidato                  | Voti                    | %                       |
| -------------------------- | ----------------------------------------- | -------------------------- | ----------------------- | ----------------------- |
|                            | Conservatore                              | Ben Obese-Jecty            | 18 257                  | 35,08                   |
|                            | Laburista                                 | Alex Bulat                 | 16 758                  | 32,20                   |
|                            | Reform UK                                 | Sarah Smith                | 8 039                   | 15,45                   |
|                            | Lib Dem                                   | Mark Argent                | 4 821                   | 9,26                    |
|                            | Verdi                                     | Georgie Hunt               | 3 042                   | 5,85                    |
|                            | Indipendente                              | Chan Raj Abraham           | 1 123                   | 2,16                    |
|                            |                                           |                            |                         |                         |
| Iscritti                   | Iscritti                                  | Iscritti                   | 79 074                  | 100,00                  |
| ↳ Votanti (% su iscritti)  | ↳ Votanti (% su iscritti)                 | ↳ Votanti (% su iscritti)  | 52 234                  | 66,06                   |
| ↳ Astenuti (% su iscritti) | ↳ Astenuti (% su iscritti)                | ↳ Astenuti (% su iscritti) | 26 840                  | 33,94                   |
|                            |                                           |                            |                         |                         |
|                            | Esito: collegio confermato a Conservatore |                            |                         |                         |

### Elezioni negli anni 2010
| Partito                    | Partito                                   | Candidato                  | Risultati 12 dicembre 2019 | Risultati 12 dicembre 2019 |
| Partito                    | Partito                                   | Candidato                  | Voti                       | %                          |
| -------------------------- | ----------------------------------------- | -------------------------- | -------------------------- | -------------------------- |
|                            | Conservatore                              | Jonathan Djanogly          | 32 386                     | 54,76                      |
|                            | Laburista                                 | Samuel Sweek               | 13 003                     | 21,98                      |
|                            | Lib Dem                                   | Mark Argent                | 9 432                      | 15,95                      |
|                            | Verdi                                     | Daniel Laycock             | 2 233                      | 3,78                       |
|                            | Indipendente                              | Paul Bullen                | 1 789                      | 3,02                       |
|                            | Indipendente                              | Tom Varghese               | 304                        | 0,51                       |
|                            |                                           |                            |                            |                            |
| Iscritti                   | Iscritti                                  | Iscritti                   | 84 657                     | 100,00                     |
| ↳ Votanti (% su iscritti)  | ↳ Votanti (% su iscritti)                 | ↳ Votanti (% su iscritti)  | 59 147                     | 69,87                      |
| ↳ Astenuti (% su iscritti) | ↳ Astenuti (% su iscritti)                | ↳ Astenuti (% su iscritti) | 25 510                     | 30,13                      |
|                            |                                           |                            |                            |                            |
|                            | Esito: collegio confermato a Conservatore |                            |                            |                            |

| Partito                    | Partito                                   | Candidato                  | Risultati 8 giugno 2017 | Risultati 8 giugno 2017 |
| Partito                    | Partito                                   | Candidato                  | Voti                    | %                       |
| -------------------------- | ----------------------------------------- | -------------------------- | ----------------------- | ----------------------- |
|                            | Conservatore                              | Jonathan Djanogly          | 32 915                  | 55,12                   |
|                            | Laburista                                 | Nik Johnson                | 18 440                  | 30,88                   |
|                            | Lib Dem                                   | Rod Cantrill               | 5 090                   | 8,52                    |
|                            | UKIP                                      | Paul Bullen                | 2 180                   | 3,65                    |
|                            | Verdi                                     | Thomas MacLennan           | 1 095                   | 1,83                    |
|                            |                                           |                            |                         |                         |
| Iscritti                   | Iscritti                                  | Iscritti                   | 84 350                  | 100,00                  |
| ↳ Votanti (% su iscritti)  | ↳ Votanti (% su iscritti)                 | ↳ Votanti (% su iscritti)  | 59 720                  | 70,80                   |
| ↳ Astenuti (% su iscritti) | ↳ Astenuti (% su iscritti)                | ↳ Astenuti (% su iscritti) | 24 630                  | 29,20                   |
|                            |                                           |                            |                         |                         |
|                            | Esito: collegio confermato a Conservatore |                            |                         |                         |

| Partito                    | Partito                                   | Candidato                  | Risultati 7 maggio 2015 | Risultati 7 maggio 2015 |
| Partito                    | Partito                                   | Candidato                  | Voti                    | %                       |
| -------------------------- | ----------------------------------------- | -------------------------- | ----------------------- | ----------------------- |
|                            | Conservatore                              | Jonathan Djanogly          | 29 652                  | 53,05                   |
|                            | Laburista                                 | Nik Johnson                | 10 218                  | 18,28                   |
|                            | UKIP                                      | Paul Bullen                | 9 473                   | 16,95                   |
|                            | Lib Dem                                   | Rod Cantrill               | 4 375                   | 7,83                    |
|                            | Verdi                                     | Thomas MacLennan           | 2 178                   | 3,90                    |
|                            |                                           |                            |                         |                         |
| Iscritti                   | Iscritti                                  | Iscritti                   | 82 365                  | 100,00                  |
| ↳ Votanti (% su iscritti)  | ↳ Votanti (% su iscritti)                 | ↳ Votanti (% su iscritti)  | 55 926                  | 67,90                   |
| ↳ Astenuti (% su iscritti) | ↳ Astenuti (% su iscritti)                | ↳ Astenuti (% su iscritti) | 26 439                  | 32,10                   |
|                            |                                           |                            |                         |                         |
|                            | Esito: collegio confermato a Conservatore |                            |                         |                         |

| Partito                    | Partito                                   | Candidato                  | Risultati 6 maggio 2010 | Risultati 6 maggio 2010 |
| Partito                    | Partito                                   | Candidato                  | Voti                    | %                       |
| -------------------------- | ----------------------------------------- | -------------------------- | ----------------------- | ----------------------- |
|                            | Conservatore                              | Jonathan Djanogly          | 26 516                  | 48,86                   |
|                            | Lib Dem                                   | Martin Land                | 15 697                  | 28,93                   |
|                            | Laburista                                 | Anthea Cox                 | 5 982                   | 11,02                   |
|                            | UKIP                                      | Ian Curtis                 | 3 258                   | 6,00                    |
|                            | Indipendente                              | Jonathan Salt              | 1 432                   | 2,64                    |
|                            | Verdi                                     | John Clare                 | 652                     | 1,20                    |
|                            | Monster Raving Loony                      | Lord Toby Jug              | 548                     | 1,01                    |
|                            | Animal Protection                         | Carrie Holliman            | 181                     | 0,33                    |
|                            |                                           |                            |                         |                         |
| Iscritti                   | Iscritti                                  | Iscritti                   | 83 614                  | 100,00                  |
| ↳ Votanti (% su iscritti)  | ↳ Votanti (% su iscritti)                 | ↳ Votanti (% su iscritti)  | 54 266                  | 64,90                   |
| ↳ Astenuti (% su iscritti) | ↳ Astenuti (% su iscritti)                | ↳ Astenuti (% su iscritti) | 29 348                  | 35,10                   |
|                            |                                           |                            |                         |                         |
|                            | Esito: collegio confermato a Conservatore |                            |                         |                         |

### Elezioni negli anni 2000
| Partito                    | Partito                                   | Candidato                  | Risultati 5 maggio 2005 | Risultati 5 maggio 2005 |
| Partito                    | Partito                                   | Candidato                  | Voti                    | %                       |
| -------------------------- | ----------------------------------------- | -------------------------- | ----------------------- | ----------------------- |
|                            | Conservatore                              | Jonathan Djanogly          | 26 646                  | 50,83                   |
|                            | Lib Dem                                   | Julian Huppert             | 13 799                  | 26,32                   |
|                            | Laburista                                 | Stephen Sartain            | 9 821                   | 18,74                   |
|                            | UKIP                                      | Derek Norman               | 2 152                   | 4,11                    |
|                            |                                           |                            |                         |                         |
| Iscritti                   | Iscritti                                  | Iscritti                   | 83 868                  | 100,00                  |
| ↳ Votanti (% su iscritti)  | ↳ Votanti (% su iscritti)                 | ↳ Votanti (% su iscritti)  | 52 418                  | 62,50                   |
| ↳ Astenuti (% su iscritti) | ↳ Astenuti (% su iscritti)                | ↳ Astenuti (% su iscritti) | 31 450                  | 37,50                   |
|                            |                                           |                            |                         |                         |
|                            | Esito: collegio confermato a Conservatore |                            |                         |                         |

| Partito                    | Partito                                   | Candidato                  | Risultati 7 giugno 2001 | Risultati 7 giugno 2001 |
| Partito                    | Partito                                   | Candidato                  | Voti                    | %                       |
| -------------------------- | ----------------------------------------- | -------------------------- | ----------------------- | ----------------------- |
|                            | Conservatore                              | Jonathan Djanogly          | 24 507                  | 49,92                   |
|                            | Lib Dem                                   | Michael Pope               | 11 715                  | 23,86                   |
|                            | Laburista                                 | Takki Sulaiman             | 11 211                  | 22,84                   |
|                            | UKIP                                      | Derek Norman               | 1 656                   | 3,37                    |
|                            |                                           |                            |                         |                         |
| Iscritti                   | Iscritti                                  | Iscritti                   | 80 342                  | 100,00                  |
| ↳ Votanti (% su iscritti)  | ↳ Votanti (% su iscritti)                 | ↳ Votanti (% su iscritti)  | 49 089                  | 61,10                   |
| ↳ Astenuti (% su iscritti) | ↳ Astenuti (% su iscritti)                | ↳ Astenuti (% su iscritti) | 31 253                  | 38,90                   |
|                            |                                           |                            |                         |                         |
|                            | Esito: collegio confermato a Conservatore |                            |                         |                         |

## Risultati dei referendum

### Referendum sulla permanenza del Regno Unito nell'Unione europea del 2016
|             | Collegio   | Lasciare UE % | Rimanere in UE % |
| ----------- | ---------- | ------------- | ---------------- |
|             | Huntingdon | 53,2%         | 46,8%            |
| Inghilterra | 53,3%      | 46,7%         |                  |
| Regno Unito | 51,9%      | 48,1%         |                  |